# 덩리쥔
등려군(중국어 정체자: 鄧麗君, 간체자: 邓丽君, 병음: Dèng Lìjūn 덩리쥔[*], 1953년 1월 29일~1995년 5월 8일), 영어명 테레사 텡(영어: Teresa Teng)은 대만 출신의 가수이다. 1970년대부터 1990년대를 걸쳐 주로 대만, 홍콩, 중국 등의 중화권 및 일본, 태국, 말레이시아 등 동아시아 대부분의 국가에서 절대적인 인기를 누렸으며 "아시아의 가희(歌姬)"라 불렸다.

## 이름
그녀의 본명은 등려균(鄧麗筠, 덩리쥔)이나, 데뷔 후 등려군(鄧麗君, 덩리쥔)으로 불렸고 영문 이름은 테레사 텡(Teresa Teng)으로, 이 이름은 일본에서 활동할 때도 '테레사 텐(テレサ・テン)'으로 계속 불렸다. 이 영문이름 테레사는 그녀 자신이 존경한다고 이야기했던 테레사 수녀의 이름을 따서 붙인 것이라고 이야기되었지만, 실제로는 그녀가 가톨릭 신자로서 자신의 세례명을 사용한 것으로 사후 밝혀졌다.

## 생애

### 어린 시절

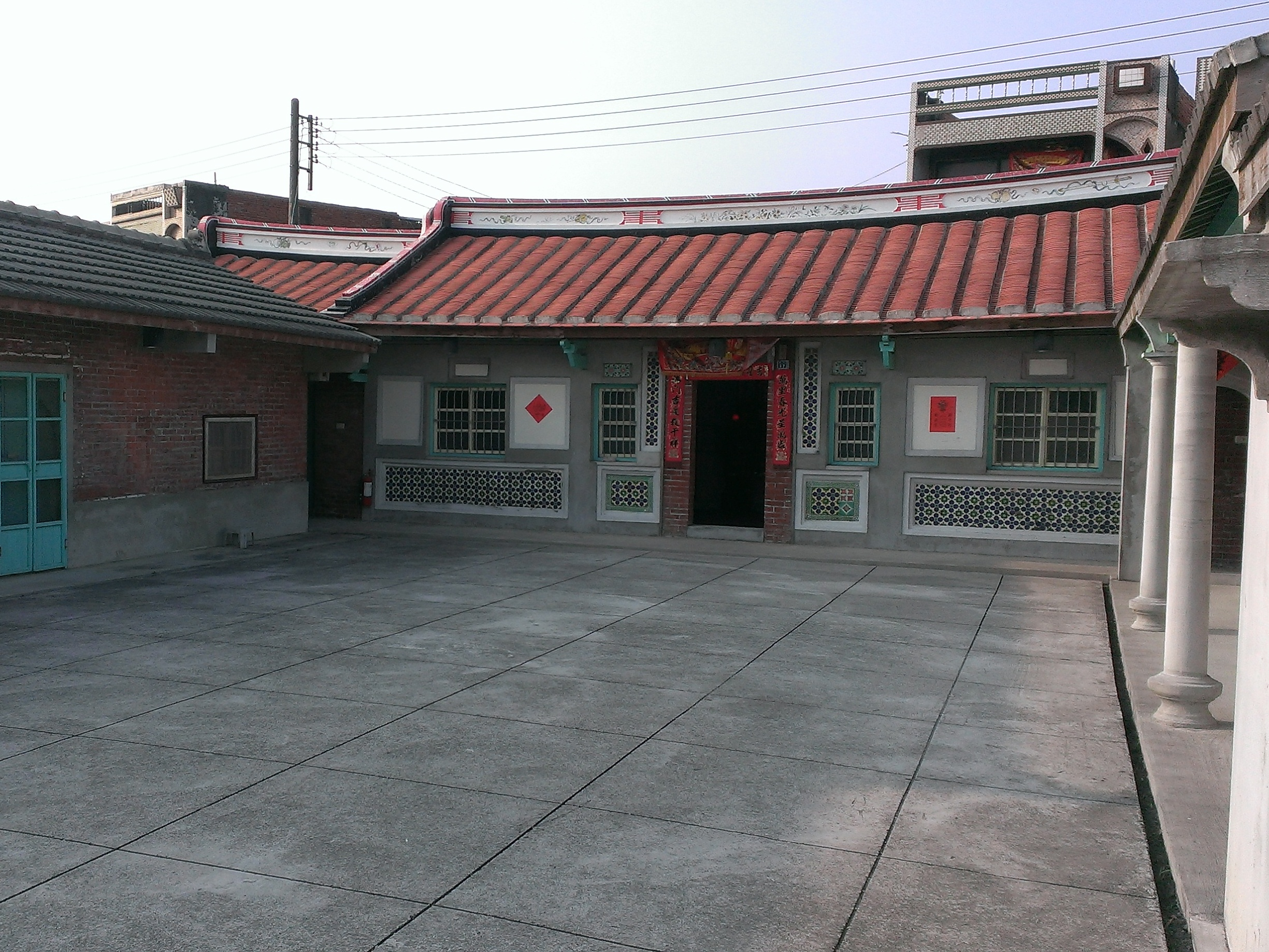
생가

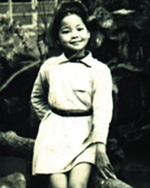
어린 시절의 등려군, 1950년대

1953년 대만의 윈린 현 바오중 향에서 4남 1녀 중 넷째로 태어났다. 부친은 허베이성, 모친은 산둥성 출신으로 양친 모두 대륙 출신이다. 부친은 원래 국민혁명군의 직업 군인으로, 국공내전 이후 타이완으로 이주했다.

### 데뷔
10세 당시 라디오국 주최 가창 콘테스트에서 우승하여 천재 소녀로서 주목을 받으며 14세에 프로 가수로서 데뷔한다.
1970년 16세 때 당시 타이완의 인기 드라마인 '징징(晶晶)'의 주제가인 '당신만 보면 웃음이 나요(我一見你就笑)'를 불렀고 그 후 5년 정도 타이완과 홍콩을 중심으로 싱가포르, 말레이시아 지역에서 활동하였다. 1973년에는 홍콩에서 만난 '토라스(トーラス)'의 사장 후나키 미노루(舟木稔)를 만나 일본 활동을 시작하였다.
그녀는 타이완의 공식어인 푸퉁화를 비롯, 민난어, 광둥어, 일본어 및 영어로 된 노래들을 불렀고, 중국어로 된 노래는 1,000여곡, 일본어로 된 노래도 260여 곡에 달한다.

### 일본 활동
1973년부터 시작한 일본 진출에서 아이돌 계열의 노래인 '오늘밤일까 내일일까(今夜かしら明日かしら)'를 취입했으나 별 성과를 얻지 못하자 곧 엔카(演歌) 계열로 전환하여 '공항(空港; くうこう)'을 취입, 대히트를 하여 당시 '레코드 대상 신인상'을 받았다. 그러나 1979년 인도네시아 위조 여권을 사용한 것이 발각되어 추방당했다.

### 중국 내륙 활동

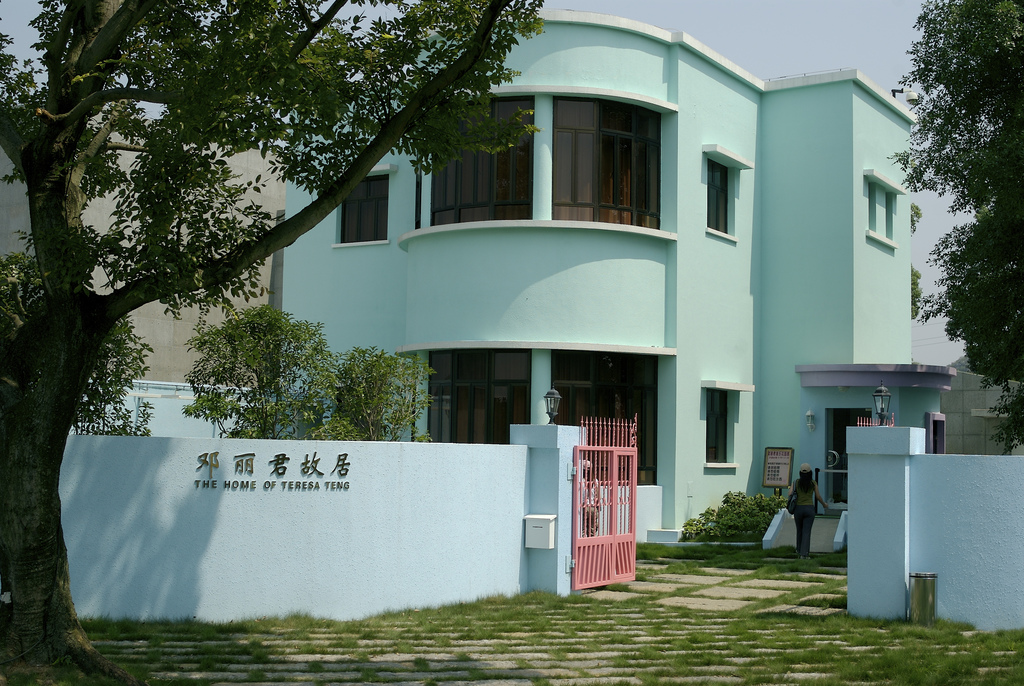
홍콩 자택

타이완 출신으로 타이완 및 홍콩, 마카오 등 중국어권 지역에서의 활동도 활발했다.
1979년 위조 여권 사용 이후 중국어권에서 활동하였는데, 그녀 자신의 오리지널 노래도 흥행했지만, 주로 일본인으로 태어나 만주국에서 활동한 리샹란(李香蘭; 山口淑子)의 노래들을 다시 불러 큰 인기를 끌었다. 이러한 곡들에는 '야래향(중국어 정체자: 夜來香, 간체자: 夜来香, 병음: yèláixiāng 예라이샹[*])', '불료정(不了情, 끝없는 사랑)' 등이 있다. 그러나 타이완 출신이 문제가 되었는지, 리샹란이 만주국 찬양(친일색), 2차대전 종전 후 일본 귀국 활동 등을 한 이유가 문제가 되었는지, 중국은 1983년까지(실제로는 양안관계가 해소된 1987년까지) 덩리쥔의 노래를 금하였다. 덩리쥔은 천안문 사건 반대집회 등 중국 민주화운동에도 참여하였고, '하일군재래(중국어 정체자: 何日君再來, 간체자: 何日君再来, 병음: hérì jūn zài lái 허르 쥔 짜이 라이[*], 언제 그대 다시 오나)'와 같은 항일 노래도 불렀다.
중국 대륙에서 금지곡이었던 그녀의 노래는 "낮에는 늙은 덩(덩샤오핑)(의 연설)을 듣고, 밤에는 젊은 덩(덩리쥔)(의 노래)을 듣는다(白天聽老鄧，晚上聽小鄧)"이라는 말이 돌 정도로 중국 국민들로부터 높은 인기를 얻어 수많은 소문과 유언비어, 특히 콘서트에 관한 소문이 많았다.

### 일본 활동 재개
일본에서 추방당한 이후 1984년까지 미국, 홍콩, 타이완에서 활동하다 일본 시장에 재입성, '속죄(償還; つぐない)', '애인(愛人; あいじん)'이 각각 150여만매, '시간의 흐름에 몸을 맡겨(時の流れに身をまかせ)'가 200여만 매가 팔리는 대히트를 기록, '전일본 유선방송 대상(全日本有線放送大賞)' 최초의 동서(東西) 유선 대상 3해 연속 대상 및 그랑프리를 수상했다. 1985년 12월에는 생전 마지막이 되는 솔로 콘서트를 NHK홀에서 진행하였다. 또한 같은 해에는 조용필의 일본 활동 후 '돌아와요 부산항에(釜山港へ帰れ)'를 부른 가수로도 유명하다(단, 최초 취입은 1983년 渥美二郞. 이후 계은숙, 美空ひばり, 森昌子 등이 취입/노래).
1987년 이후 일본에서 그다지 활동하지 않다가 1994년 11월 NHK '가요 자선콘서트(歌謡チャリティーコンサート)'에 출연하였다.
1995년 취입할 예정이던 '잊지마(忘れないで; Time to Say Goodbye)'는 그녀의 사망으로 취입되지 않았다가 2001년 일본가수(幸治)에 의해 추도음반으로 발매되었다.

### 중국 민주화 지원과 좌절
1986년, 개혁개방 노선을 펼치던 중화인민공화국에서 그녀의 노래가 사실상 금지가 풀리자 다시 인기를 끌었다. 콘서트 제안도 들어오며 동시기 미 타임즈의 '세계 7대(大) 여성 가수'중 한 명으로 선정된다.
1987년 거주지를 일본에서 홍콩으로 옮기면서 활동적인 모습은 없었다.
1989년 5월 27일에는 중화인민공화국 내에서 일어난 중국 민주화 운동을 지원하기 위해 행해진 홍콩 해피 밸리 경마장에서의 중화인민공화국의 민주화 지원 콘서트에 참여한다. 약 30만 명의 사람들 앞에서 평화를 바라는 '아적가재산적나일변(중국어 정체자: 我的家在山的那一邊, 우리집은 저 산 너머)'를 부르며 사망한 민주화운동가들과도 교류를 가졌다. 하지만 그녀의 바람은 이루어지지 못한 채 천안문 사태가 발생하고 만다.
1990년에 예정되어있었던 그녀의 꿈, 양친이 태어난 중국 본토에서의 첫 콘서트도 중지된다. 당시 "꿈은 죽임을 당했고 꿈조차 꿀 수 없게 되었다"며 심경을 밝혔다.
세계 곳곳에서 공연하며 인터뷰할 때마다 그녀는 "저는 중화인입니다. 세계 어디에 있더라도, 어디서 생활하더라도 저는 중화인입니다."라고 답했다고 한다.

### 죽음

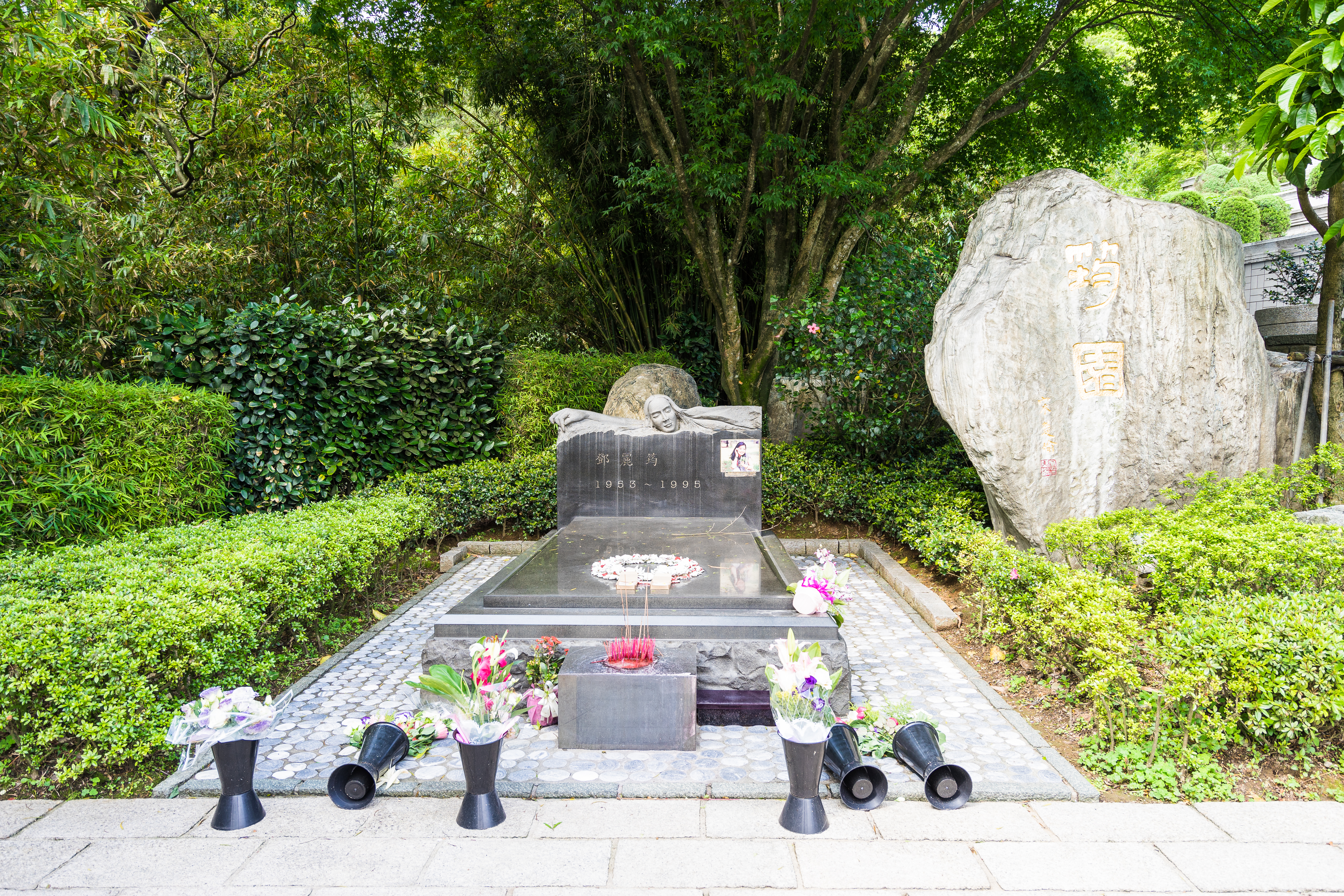
묘지 '균원(筠園)'

1989년, 실의 속에 아시아를 떠나 프랑스 파리로 홀로 이주한다. 중국을 향한 마음이 더욱 깊어지면서 1992년 중국에서 많은 사랑을 받았던 '야래향(중국어 정체자: 夜來香)'을 새로 녹음한다. 그 당시 천식이 악화됨에 따라 1990년 이후 공식 활동을 자제하면서 일본 방문도 드물어진다. 일본에서의 마지막 TV 출연은 1994년 11월의 NHK 방송이었다.
그녀가 죽었다는 설은 1990년, 1991년 한 번씩 흘러나왔으나 유언비어로 끝나고 말았다. 1995년 5월 8일, 요양을 목적으로 가끔 방문하던 타이 치앙마이의 매핑호텔에서 14세 연하 프랑스인 '스테판 퓨엘'이 잠시 외출한 사이 기관지 천식 발작으로 쓰러져 병원으로 이송중 향년 42세의 나이로 사망했다.
사망 원인에 대해서는 공식적으로 기관지 천식으로 알려져 있으나, 마약 복용설, 민주화 운동 및 반정부 운동에 관련한 중국 공산당에 의한 암살설 등 여러 가지 의혹이 있다.

### 죽음 이후
같은 달 28일 타이완의 타이베이에서 국장급의 장례가 치러져 전 세계 3만여 명의 팬들이 몰렸다. 그녀의 관은 타이완 국기와 국민당 당기로 덮였다. 현재 묘소는 타이베이시 동북에 자리하고 있으며, 묘 앞에서는 동상과 레코드 장치가 설치되어 그녀의 노래가 끊임없이 흐르고 있다. 사람들은 그녀를 추모하기 위해 사체를 화장하지 않고 그대로 매장하였다. 사후 50년 정도는 생전 모습 그대로 둘 예정이라고 한다.

## 사진

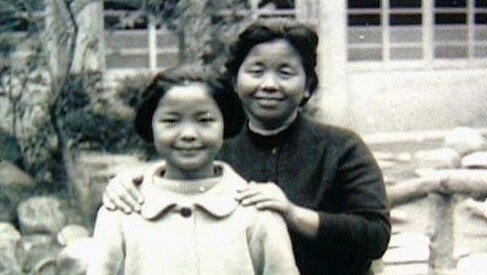
어린 시절 어머니와 함께 찍은 사진
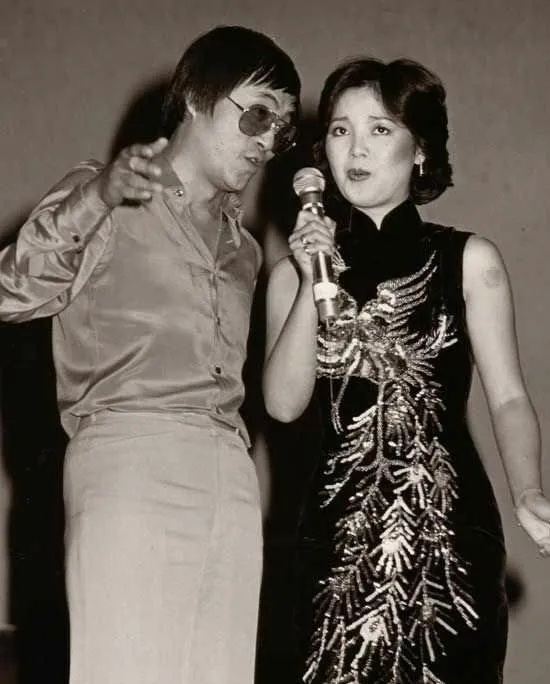
1980년(28살)
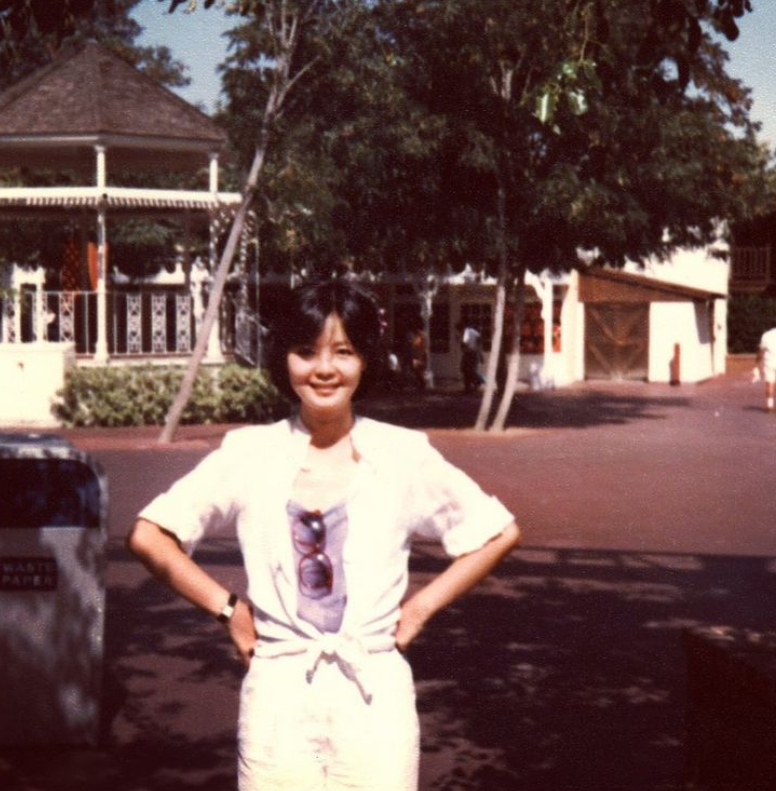
1980년 LA에서(28살)

## 중국어 대표곡
모두 1,000여 곡이 있으며 사랑받는 대표적인 노래는 다음과 같다.

### 표준 중국어
| - 甜蜜蜜 티앤 미 미[*] (첨밀밀) - 月亮代表我的心 위에 량 따이 뺘오 워 더 신[*] (월량대표아적심) - 夜來香 예 라이 샹[*] (야래향) - 再見！我的愛人 짜이 지앤! 워 더 아이 런[*] (재견! 아적애인) - 何日君再來 허 르 쥔 짜이 라이[*] (하일군재래) - 但願人長久 딴 위앤 런 창 지우[*] (단원인장구) - 千言萬語 치앤 얜 완 위[*] (천언만어) - 小城故事 샤오 청 꾸 스[*] (소성고사) - 你怎麼説 니 쩐 머 수어[*] (니즘마설) - 難忘初戀的情人 난 왕 추 리앤 더 칭 런[*] (난망초련적정인) | - 梅花 메이 후아[*] (매화) - 海韻 하이 윈[*] (해운) - 淚的小雨 레이 더 샤오 위[*] (누적소우) - 酒醉的探戈 지우 쭈이 더 탄 꺼[*] (주취적탐과) - 水上人 쉐이 상 런[*] (수상인) - 原鄉人 위앤 샹 런[*] (원향인) - 無奈 우 나이[*] (무내) - 奈何 나이 허[*] (내하) - 一個小心願 이 꺼 샤오 신 위앤[*] (일개소심원) - 少年愛姑娘 사오 니앤 아이 꾸 니앙[*] (소년애고낭) | - 我怎能開你 워 쩐 넝 카이 니[*] (아즘능개니) - 幾多愁 지 뚜어 초우[*] (기다수) - 在水一方 짜이 쉐이 이 팡[*] (재수일방) - 我飛向前方 워 페이 시앙 치앤 팡[*] (아비향전방) - 心愛的小馬車 신 아이 더 샤오 마 처[*] (심애적소마차) |

#### 일본곡 번안
- 我只在乎你 워 즈 짜이 후 니[*] (아지재호니) ←時の流れに身をまかせ 도키노 나가레니 미오 마카세[*]
- 愛人 아이 런[*] (애인) ←愛人 아이진[*]
- 戀人 리앤 런[*] (연인) ←恋人よ 고이비토요[*] - 이쓰마 마유미
- 償還 창 후안[*] (상환) ←つぐない 쓰구나이[*]
- 情人的關懷 칭 런 더 꾸안 화이[*] (정인적관회) ←空港 구코[*]
- 一片落葉 이 피앤 루어 예[*] (일편낙엽) ←津軽海峡・冬景色 쓰가루카이쿄 후유게시키[*] - 이시카와 사유리

### 광둥어
| - 忘記他, 망기타 - 遇見你, 우견니 - 風霜伴我行, 풍상반아행 - 浪子心聲, 낭자심성 - 雪中情, 설중정 | - 東山飄雨西山晴, 동산표우서산청 - 遇到舊情人, 우도구정인 - 向日葵, 향일규 - 從今日起, 종금일기 - 有誰知我此時晴, 유수지아차시청 | - 檳城豔, 빈성염 - 雨中追憶, 우종추억 - 相思涙, 상사루 - 誰在改變, 수재개변 |

#### 일본곡 번안
- 漫步人生路 (만보인생로) ←ひとり上手 히토리죠즈[*] - 나카지마 미유키

### 민난어
| - 天黑黑 - 思想起 - 走馬燈 - 快樂的出帆 - 望春風 - 雨夜花 - 碎心戀 | - 祖母的話 - 難忘的愛人 - 人生是一條路 - 賣肉粽 - 三聲無奈 - 安平追想曲 - 舊情綿綿 | - 六月茉莉 - 心酸酸 - 勸世歌 - 十一哥 - 心酸孤單女 - 縁投囝仔 - 阿里山的姑娘 |

#### 일본곡 번안
- 星 (성) ←昴 스바루[*] - 타니무라 신지

## 일본어 대표곡
총 260여 곡의 노래가 있으나 대표적인 노래는 다음과 같다.
- 今夜かしら明日かしら 곤야카시라 아시타카시라[*](오늘밤일까 내일일까) - 1974년
- 空港 구코[*](공항) - 1974년 7월 1일
- 雪化粧 유키게쇼[*](눈꽃 단장) - 1974년
- 夜のフェリーボート 요루 노 훼리보토[*](밤의 페리보트) - 1976년
- ふるさとはどこですか 후루사토 와 도코데스카[*](고향이 어디십니까) - 1977년
- ジェルソミーナの歩いた道 졔루소미나 노 아루이타 미치[*](젤소미나가 걸었던 길) - 1977년
- つぐない 쓰구나이[*](속죄) - 1984년 1월 21일
- 愛人 아이진[*](내연녀) - 1985년 2월 21일
- 時の流れに身をまかせ 도키 노 나가레 니 미 오 마카세[*](흐르는 시간에 몸을 맡기고) - 1986년 2월 21일
- スキャンダル 스캰다루[*](스캔들) - 1986년 11월 21일
- 別れの予感 와카레 노 요칸[*](이별의 예감) - 1987년 6월 21일
- 恋人たちの神話 고이비토타치 노 신와[*](연인들의 신화) - 1988년 1월 25일
- 香港 혼콘[*](홍콩) - 1989년 3월 8일